# Colobret
El Colobret és una muntanya de 1.574 metres que es troba al municipi d'Alàs i Cerc, a la comarca de l'Alt Urgell.